# 玛丽亚·特立尼达·桑切斯省
玛丽亚·特立尼达·桑切斯省（西班牙語：Provincia de María Trinidad Sánchez，西班牙語發音：[maˈɾi.a tɾiniˈðað ˈsantʃes]）是多明尼加共和國北部沿海的一個省，下轄4個自治市鎮（municipio），以及5個自治市政區（Municipal district），首府在納瓜。

## 概述
在1959年與萨马纳省分離。
玛丽亚·特立尼达·桑切斯省的命名由來為一位在戰場英勇犧牲的女士兵姓名。

## 行政區
| 市鎮名稱     | 總人口 | 都市人口 |
| ------------ | ------ | -------- |
| Cabrera      | 25,984 | 16,898   |
| El Factor    | 32,897 | 17,489   |
| Río San Juan | 44,833 | 26,143   |
| 納瓜         | 98,027 | 67,012   |